# الركود الاقتصادي في أوائل القرن الحادي والعشرين
كان الركود الاقتصادي الذي حدث في أوائل العقد الأول من القرن الحادي والعشرين تراجعًا في النشاط الاقتصادي في الدول المتقدمة. أثر الركود على الاتحاد الأوروبي منذ عام 2000 وحتى عام 2001 والولايات المتحدة من شهر مارس إلى نوفمبر من عام 2001. تفادت المملكة المتحدة وكندا وأستراليا الركود، في حين أن روسيا، وهي دولة لم تشهد ازدهارًا في التسعينيات، بدأت بالتعافي فعليًا من هذا الوضع. استمر الركود في اليابان في التسعينيات. توقع الاقتصاديون هذا الركود، لأن الطفرة الاقتصادية التي حدثت التسعينيات (والمصحوبة بتضخم منخفض وبطالة منخفضة) تراجعت في بعض أجزاء شرق آسيا خلال الأزمة المالية الآسيوية (عام 1997). لم يكن الركود في الدول الصناعية بنفس أهمية الركود العالمي السابق. يعترض بعض الاقتصاديين في الولايات المتحدة على وصفه بأنه ركود، إذ لم يكن هناك ربعان متتاليان للنمو السلبي.

## الركود في الولايات المتحدة
بعد انتهاء الركود المعتدل نسبيًا في أوائل (عام 1991)، بلغ معدل البطالة في البلاد ذروته إذ وصل إلى 7.8 % في منتصف (عام 1992). نمت فرص العمل بشكل كبير في البداية بسبب تسريح العمال من الصناعات المرتبطة بالدفاع. لكن جداول الرواتب ازدادت في (عام 1992) وشهدت نموًا قويًا خلال (عام 2000).
ظهرت تنبؤات بظهور فقاعة الإنترنت في أواخر التسعينيات. ازدادت التوقعات المستقبلية بعد الانهيار المصغر الذي حدث في 27 أكتوبر (عام 1997) في أعقاب الأزمة الآسيوية. إذ سبب ذلك مناخًا تسوده شكوك اقتصادية خلال الأشهر الأولى من (عام 1998). ومع ذلك تحسنت الظروف وزاد الاحتياطي الفدرالي أسعار الفائدة ستة أضعاف من يونيو (عام 1999) ومايو (عام 2000) في محاولة لتهدئة الاقتصاد من أجل تحقيق الهبوط الهادئ. ظهرت الطفرة في سوق الأسهم على شكل انهيار بورصة ناسداك في مارس (عام 2000). تباطأ النمو في الناتج المحلي الإجمالي بشكل كبير في الربع الثالث من (عام 2000) إلى أدنى معدل له منذ الانكماش في الربع الأول من (عام 1992).
قررت لجنة تأريخ دورة الأعمال التابعة للمكتب القومي للأبحاث الاقتصادية بأن ذروة النشاط الاقتصادي في الولايات المتحدة بدأت في مارس من (عام2001). تحدد الذروة نهاية التوسع وبدء الركود. استمر التوسع مدة 10 سنوات، وهي الفترة الأطول التي سجلها المكتب القومي للأبحاث الاقتصادية. ووفقًا للمكتب القومي للبحوث الاقتصادية، وهو منظمة خاصة غير ربحية وغير حزبية مكلفة بتحديد الركود الاقتصادي، مر الاقتصاد الأمريكي بحالة ركود بدءً من مارس (عام 2001) إلى نوفمبر (عام 2001) في بداية ولاية الرئيس جورج دبليو بوش. ومع ذلك، فإن الظروف الاقتصادية لم تتوافق مع التعريف المختزل العام للركود، والذي ينص على «هبوط الناتج المحلي الإجمالي الحقيقي لبلد ما في ربعين متتاليين أو أكثر»، وأدى إلى بعض الالتباس حول تحديد تاريخ بداية ونهاية الركود.

تستخدم لجنة تأريخ دورة الأعمال التابعة للمكتب القومي للأبحاث الاقتصادية مؤشرات شهرية وليس فصلية لتحديد الذروة والهبوط في النشاط التجاري، إذ يكتب كل من تاريخ البداية والنهاية بالشهر والسنة، وليس حسب الربع. ومع ذلك، أدى الجدل حول تحديد المواعيد الدقيقة للركود إلى وصف الجمهوريين الركود بـ «ركود كلينتون»، إذا كان يمكن تتبعه إلى نهاية فترة الرئيس بيل كلينتون. أبدى أعضاء لجنة تأريخ دورة الأعمال استعدادهم لإعادة النظر في تواريخ الركود بعد توفر بيانات أحدث وأكثر دقة. في أوائل (عام 2004)، قال رئيس المكتب القومي للأبحاث الاقتصادية مارتن فيلدشتاين:
من الواضح أن البيانات المنقحة قد جعلت التاريخ الأصلي لبدء الركود متأخرًاً للغاية. ما زلنا ننتظر بيانات شهرية إضافية قبل اتخاذ القرار النهائي. ولحين حصولنا على البيانات الإضافية لا يمكننا اتخاذ قرار.
على الرغم من ذلك، أكد المكتب القومي للأبحاث الاقتصادية منذ ذلك الحين أن الركود قد بدأ في مارس من (عام 2001). وبين عامي 2000 و2001، قام الاحتياطي الفيدرالي، في خطوة لحماية الاقتصاد من المبالغة في قيمة سوق الأوراق المالية، بتحقيق زيادات متعاقبة في أسعار الفائدة، وبالرغم من أن الخطوة تعتبر بداية عملية الإصلاح، فإنها تتناقض بشكل صارخ مع الركود الحاد طويل الأمد الذي كان سيحدث لو استمر النمو غير المستدام دون انقطاع. وباستخدام سوق الأوراق المالية كمعيار غير رسمي، اعتبر أن الركود سيبدأ في مارس من (عام 2000) عندما انهارت بورصة ناسداك بعد فقاعة دوت كوم. لم يتأثر مؤشر داو جونز الصناعي بانهيار بورصة ناسداك حتى هجمات الحادي عشر من سبتمبر (عام 2001)، وبعد ذلك عانى مؤشر داو جونز من أسوأ خسارة في اليوم الواحد وأكبر الخسائر في الأسبوع حتى تاريخه. ما إن انتعشت السوق حتى انهارت مرة أخرى في الربعين الأخيرين من (عام 2002). وفي الأرباع الثلاثة الأخيرة من (عام 2003)، انتعشت السوق بشكل دائم، إذ توافقت مع إحصائيات البطالة على أن الركود المعرف بهذه الطريقة كان سيستمر من عام 2001 إلى عام 2003.
تشير تقديرات وزارة العمل إلى تسريح 1.735 مليون وظيفة في (عام 2001) بخسارة صافية إضافية تعادل 508000 وظيفة خلال (عام 2002). وشهد (عام 2003) زيادة طفيفة بلغت 105000 وظيفة. ارتفعت البطالة من 4.2٪ في فبراير (عام 2001) إلى 5.5٪ في نوفمبر (عام 2001)، لكن لم تبلغ ذروتها حتى يونيو من (عام 2003) والتي بلغت 6.3٪، وبعد ذلك انخفضت إلى 5٪ بحلول منتصف (عام 2005).

## الركود في كندا
يرتبط الاقتصاد الكندي ارتباطًا وثيقًا باقتصاد الولايات المتحدة، وتميل الأوضاع الاقتصادية في جنوب الحدود إلى الانتشار شمالًا بوتيرة متسارعة. تضررت أسواق الأسهم الكندية بشكل خاص جراء انهيار أسهم التكنولوجيا الفائقة. وأثناء الفترة الأكبر من التسعينيات، عُزي الارتفاع السريع في بورصة تورنتو للأوراق المالية إلى ارتفاع سهمين: نورتل وبي سي إي. تأثرت الشركتان بشدة جراء الركود، وخاصة شركة نورتل التي اضطرت إلى الاستغناء عن الكثير من قوتها العاملة. أثرت أحداث 11 سبتمبر أيضًا على أسواق الأسهم الكندية وكانت كارثية بشكل خاص على قطاع الطيران المتردي مسبقًا.
لكن في العموم لم يتأثر الاقتصاد الكندي بشكل مفاجئ بهذه الأحداث. وعلى الرغم من تباطؤ النمو، فإن الاقتصاد لم يدخل في الركود. هذه هي المرة الأولى التي تتجنب فيها كندا اللحاق بالولايات المتحدة في الركود الاقتصادي. استمر معدل خلق فرص العمل في كندا بالتزايد بوتيرة متسارعة في التسعينيات. قُدم عدد من التفسيرات لشرح ذلك. لم تتأثر كندا بشكل مباشر بأحداث الحادي عشر من سبتمبر والحروب اللاحقة. وأُشيد بالإدارة المالية الكندية خلال هذه الفترة إذ استمرت الحكومة الفيدرالية بتحقيق فوائض كبيرة خلال هذه الفترة، على عكس الولايات المتحدة إذ لم تُطبق تخفيضات ضريبية كبيرة أو نفقات جديدة كبرى. ومع ذلك، خلال هذا الوقت، اتبعت كندا سياسة نقدية توسعية في محاولة للحد من آثار الركود المحتمل. عانت العديد من المقاطعات من مشاكل أكبر مع عودة عدد منها إلى العجز، إذ ألقي باللوم فيه على الخلل المالي. شهد (عام 2003) انتخابات في ست مقاطعات كندية ولم يفقد الحزب الحاكم مقاعده.